# Gorsko Kaloegerovo
Gorsko Kaloegerovo (Bulgaars: Горско Калугерово) is een dorp in Bulgarije. Het is gelegen in de gemeente Soechindol in de oblast Veliko Tarnovo en telde op 31 december 2019 zo’n 69 inwoners.

## Bevolking
Op 31 december 2019 telde het dorp 69 inwoners, een flinke daling vergeleken met 1182 inwoners in 1934 en 1242 inwoners in 1946 (zie: onderstaand tabel). In 2011 identificeerden 111 personen zichzelf als etnische Bulgaren (98,2%), terwijl 2 personen ondefinieerbaar waren (1,8%).
| 1934 | 1946 | 1956 | 1965 | 1975 | 1985 | 1992 | 2001 | 2011 | 2019 |
| ---- | ---- | ---- | ---- | ---- | ---- | ---- | ---- | ---- | ---- |
| 1182 | 1242 | 1023 | 656  | 465  | 357  | 279  | 225  | 113  | 69   |

| Etnische samenstelling van de respondenten (2011) | Etnische samenstelling van de respondenten (2011) | Etnische samenstelling van de respondenten (2011) | Etnische samenstelling van de respondenten (2011) | Etnische samenstelling van de respondenten (2011) |
| ------------------------------------------------- | ------------------------------------------------- | ------------------------------------------------- | ------------------------------------------------- | ------------------------------------------------- |
|                                                   |                                                   |                                                   |                                                   |                                                   |
| Bulgaren                                          | Bulgaren                                          |                                                   | 98,2%                                             | 98,2%                                             |
| Turken                                            | Turken                                            |                                                   | 0,0%                                              | 0,0%                                              |
| Roma                                              | Roma                                              |                                                   | 0,0%                                              | 0,0%                                              |
| Anders/Onbekend                                   | Anders/Onbekend                                   |                                                   | 1,8%                                              | 1,8%                                              |

Bjala Reka · Gorsko Kaloegerovo · Gorsko Kosovo · Koevtsi · Krasno Gradisjte · Soechindol